# اولوجاک (فکه)
اولوجاک (به ترکی استانبولی: Olucak) یک منطقهٔ مسکونی در ترکیه است که در فکه، ترکیه واقع شده‌است.